# 第八次江陳會談
第八次陳江會談，大陸作、臺灣作，2012年8月9日在台北市舉行，完成「海峽兩岸投資保障和促進協議」及「海峽兩岸海關合作協議」 的簽署。另針對投保協議，雙方也共同發表了「人身自由與安全保障共識」。
兩岸投保協議內容與一般國際投資協議的架構大體上相符，同時具有兩岸特色及雙方投資人的關切事項。主要內容包括擴大「投資人」定義、有條件式的投資待遇、人身自由與安全保障、透明合理的徵收及補償、多元爭端解決管道、聯繫機制等重要條款。
投保協議「人身安全與自由保障」共識文件，將有助雙方完善相關通報與通知機制，持續強化兩岸人民的人身自由與安全保障。雙方將依據各自規定，對另一方投資人及相關人員，自限制人身自由起24小時內通知，為家屬探視及律師會見提供便利等作法，展現雙方對人身安全協議的重視，透過完善相關通報與通知機制，進一步加強對兩岸投資人及相關人員的人身自由與安全保障。
「海峽兩岸海關合作協議」有助簡化兩岸貨物通關程序，有利於業者降低營運成本，杜絕兩岸非法貨物走私。兩項協議的簽署也代表ECFA後續協商已逐步落實，象徵兩岸經貿合作架構的進一步深化。
台灣投資中國受害者協會反對臺灣與中國大陸簽署「兩岸投資保障和促進協議」，高為邦受訪指出該協議是一個不平等協議，台商得不到人身安全及財產權益的保障，中方卻要到「有條件」的最惠國與超國民待遇。但中方不執法，台商依然沒有保障。他因此促請總統馬英九懸崖勒馬不要簽，如果執意要簽，簽後又無法解決台商受害案件，海陸首長應辭職以示負責。